# Selezioni giovanili della nazionale femminile di pallacanestro della Spagna
Le selezioni giovanili della nazionale di pallacanestro femminile della Spagna, sono state gestite dalla Federazione cestistica della Spagna e partecipavano ai tornei cestistici internazionali femminili per squadre nazionali, limitatamente a specifiche classi d'età.

## Under-20
Rappresenta le migliori giocatrici di nazionalità spagnola di età non superiore ai 20 anni. Partecipa a tutte le manifestazioni internazionali giovanili di pallacanestro per nazioni gestite dalla FIBA.

### Partecipazioni
Mondiali Under-21
- 2007 - 9°

 Spagna under 21 - Campionato mondiale femminile di pallacanestro Under-21 20074 Asurmendi, 5 Royo, 6 Gómez, 7 Mallaviabarrena, 8 Gimeno, 9 Germán, 10 Cruz, 11 Marcos, 12 Díaz, 13 Compañ, 14 Cuevas, 15 García,        All. Alberto Ortego
FIBA EuroBasket Under-20
- 2000 - 5°
- 2002 - 5°
- 2004 - 9°
- 2005 - 8°
- 2006 - 4°

- 2007 -  1°
- 2008 - 4°
- 2009 -  2°
- 2010 -  2°
- 2011 -  1°

- 2012 -  1°
- 2013 -  1°
- 2014 -  2°
- 2015 -  1°
- 2016 -  1°

- 2017 -  1°
- 2018 -  1°
- 2019 - 5°
- 2022 -  1°
- 2023 -  3°

- 2024 -  2°

## Under-19
Rappresenta le migliori giocatrici di nazionalità spagnola di età non superiore ai 19 anni. Partecipa a tutte le manifestazioni internazionali giovanili di pallacanestro per nazioni gestite dalla FIBA.

### Partecipazioni
Mondiali Under-19
- 1985 - 7°
- 1989 - 5°
- 1997 - 8°
- 2005 - 5°
- 2007 - 4°

- 2009 -  2°
- 2011 -  2°
- 2013 - 4°
- 2015 - 4°
- 2017 - 8°

- 2019 -  3°
- 2021 - 7°
- 2023 -  2°

 Spagna under 19 - Campionato mondiale femminile di pallacanestro Under-19 19854 Castro, 5 Elías, 6 Pont, 7 Andorrá, 8 Vila, 9 Geuer, 10 Moreno, 11 Jiménez, 12 Messa, 13 Alonso, 14 Álvaro, 15 Ruiz,        All. Chema Buceta
 Spagna under 19 - Campionato mondiale femminile di pallacanestro Under-19 19894 Sánchez, 5 Hernández, 6 Ares, 7 Rodríguez, 8 Valero, 9 Vara, 10 Clara, 11 Álvaro, 12 Lobón, 13 Ferragut, 14 Cebrián, 15 Tordesillas,        All. -
 Spagna under 19 - Campionato mondiale femminile di pallacanestro Under-19 19974 Delgado, 5 Valverde, 6 Palau, 7 Moreno, 8 Calderón, 9 Donaire, 10 Padrós, 11 Bargalló, 12 Villar, 13 Mesa, 14 Jordana, 15 Martín,        All. -
 Spagna under 19 - Campionato mondiale femminile di pallacanestro Under-19 20054 A. Gómez, 5 Royo, 6 S. Gómez, 7 Compañ, 8 Tapia, 9 Mallaviabarrena, 10 Cruz, 11 Marcos, 12 Domínguez, 13 Germán, 14 Gimeno, 15 García,        All. Esteban Albert
 Spagna under 19 - Campionato mondiale femminile di pallacanestro Under-19 20074 Bokesa, 5 Ocete, 6 Abalde, 7 Carbo, 8 Siñol, 9 Torrens, 10 Herrera, 11 Oliva, 12 Murcia, 13 Nicholls, 14 de la Fuente, 15 Freixanet,        All. -
 Spagna under 19 - Campionato mondiale femminile di pallacanestro Under-19 20094 Rodríguez, 5 Gil, 6 Ouviña, 7 Tudanca, 8 Pérez, 9 Espiau, 10 Xargay, 11 Gimeno, 12 Menéndez, 13 Bolívar, 14 Blé, 15 Gastaminza,        All. Lucas Mondelo
 Spagna under 19 - Campionato mondiale femminile di pallacanestro Under-19 20114 Delgado, 5 Y. Díaz, 6 Claret, 7 Zanoguera, 8 Ortiz, 9 Casas, 10 E. Díaz, 11 Calvelo, 12 España, 13 Vivas, 14 Gil, 15 Ndour,        All. -
 Spagna under 19 - Campionato mondiale femminile di pallacanestro Under-19 20134 Romero, 5 Ndour, 6 Rodríguez, 7 de Alfredo, 8 Roldán, 9 Garí, 10 Montoliu, 11 Arrojo, 12 Pujol, 13 Faussurier, 14 Soler, 15 Lázaro,        All. Carlos Colinas
 Spagna under 19 - Campionato mondiale femminile di pallacanestro Under-19 20154 Raventos, 5 Cazorla, 6 Calvo, 7 Lo Sylla, 8 Salvadores, 9 Quevedo, 10 Flores, 11 Togores, 12 Orts, 13 Conde, 14 López, 15 Zaragoza,        All. José López
 Spagna under 19 - Campionato mondiale femminile di pallacanestro Under-19 20174 Alonso, 5 Erauncetamurguil, 7 Peña, 8 Etxarri, 9 Ayuso, 10 Ginzo, 12 Barneda, 13 Sole, 14 Iparragirre, 15 Diallo, 16 Brotons, 17 Junio,        All. Miguel Ortega
 Spagna under 19 - Campionato mondiale femminile di pallacanestro Under-19 20194 Blanco, 5 Piera, 6 Castedo, 7 Palma, 8 Sánchez, 10 Flores, 11 Wone, 12 Pendande, 13 Pueyo, 15 Dembele, 16 Balagué, 17 Hermosa,        All. Fabián Téllez
 Spagna under 19 - Campionato mondiale femminile di pallacanestro Under-19 20214 Dembele, 5 Lamana, 7 Contell, 8 de Santiago, 9 Sánchez, 10 Buenavida, 12 Alarcón, 13 Morales, 14 Garfella, 15 Capel, 16 García, 17 Suárez,        All. Mario López

## Under-18
Rappresenta le migliori giocatrici di nazionalità spagnola di età non superiore ai 18 anni. Partecipa a tutte le manifestazioni internazionali giovanili di pallacanestro per nazioni gestite dalla FIBA.
Nel corso degli anni questa selezione ha subito alcuni cambiamenti nel nome, dovuti agli adeguamenti nelle normative della FIBA in fatto di classificazione delle categorie giovanili.
Agli inizi la denominazione originaria era Nazionale Cadette, in quanto la FIBA classificava le fasce di età dai 16 ai 18 anni con la denominazione "cadette". Dal 2000, la FIBA ha modificato il tutto, equiparando sotto la dicitura under 18, sia denominazione che fasce di età. Da allora la selezione ha preso il nome attuale.

### Partecipazioni
FIBA EuroBasket Under-18
- 1973 - 8°
- 1975 - 6°
- 1977 - 11°
- 1981 - 9°
- 1983 - 8°

- 1984 - 4°
- 1986 - 12°
- 1988 - 6°
- 1990 -  2°
- 1992 - 5°

- 1994 -  2°
- 1996 - 4°
- 1998 -  1°
- 2000 - 6°
- 2002 - 5°

- 2004 -  2°
- 2005 -  2°
- 2006 -  1°
- 2007 -  2°
- 2008 - 5°

- 2009 -  1°
- 2010 -  2°
- 2011 -  3°
- 2012 - 5°
- 2013 -  1°

- 2014 -  3°
- 2015 -  1°
- 2016 -  2°
- 2017 - 6°
- 2018 -  2°

- 2019 - 5°
- 2022 -  2°
- 2023 -  3°
- 2024 -  2°

## Under-17
Rappresenta le migliori giocatrici di nazionalità spagnola di età non superiore ai 17 anni. Partecipa a tutte le manifestazioni internazionali giovanili di pallacanestro per nazioni gestite dalla FIBA.

### Partecipazioni
- 2010 - 8°
- 2012 -  2°
- 2014 -  2°
- 2016 - 6°
- 2018 - 6°

- 2022 -  2°
- 2024 -  3°

## Under-16
Rappresenta le migliori giocatrici di nazionalità spagnola di età non superiore ai 16 anni. Partecipa a tutte le manifestazioni internazionali giovanili di pallacanestro per nazioni gestite dalla FIBA.
Nel corso degli anni questa selezione ha subito alcuni cambiamenti nel nome, dovuti agli adeguamenti nelle normative della FIBA in fatto di classificazione delle categorie giovanili.
Agli inizi la denominazione originaria era Nazionale Allieve, in quanto la FIBA classificava le fasce di età dai 16 ai 18 anni con la denominazione "allieve". Dal 2000, la FIBA ha modificato il tutto, equiparando sotto la dicitura under 18, sia denominazione che fasce di età. Da allora la selezione ha preso il nome attuale.

### Partecipazioni
FIBA EuroBasket Under-16
- 1976 - 10°
- 1978 - 11°
- 1980 - 10°
- 1982 - 8°
- 1984 - 8°

- 1985 - 9°
- 1987 - 9°
- 1989 - 4°
- 1991 - 9°
- 1993 -  2°

- 1995 - 4°
- 1997 - 5°
- 1999 -  1°
- 2001 - 7°
- 2003 - 4°

- 2004 -  1°
- 2005 -  1°
- 2006 -  1°
- 2007 -  2°
- 2008 -  1°

- 2009 -  1°
- 2010 - 5°
- 2011 -  1°
- 2012 -  1°
- 2013 -  1°

- 2014 -  3°
- 2015 - 4°
- 2016 -  1°
- 2017 - 5°
- 2018 -  3°

- 2019 -  3°
- 2022 -  2°
- 2023 -  2°
- 2024 -  3°